# يوهان هاينريش ويستفال
يوهان هاينريش ويستفال (بالألمانية: Johann Heinrich Westphal)‏ (و. 1794 – سبتمبر 1831 م) هو عالم فلك، ومؤلف، وكاتب ألماني، ولد في شفيرين، كان عضوًا في المعهد الألماني للآثار.